# 胶苍术苷
胶苍术苷（英語：Carboxyatractyloside，CATR）是一种二萜糖苷，属于ADP/ATP转位酶抑制剂。其抑制能力是其同系物苍术苷的十倍。且其氧化磷酸化抑制能力被认为比苍术苷更有效。与苍术苷不同，胶苍术苷对ADP/ATP转位酶的作用不会因腺嘌呤核苷酸的浓度增加而逆转。在线粒体中，其毒性行为和米酵菌酸类似。胶苍术苷对人类和包括牛和马在内的牲畜都有毒性。
胶苍术苷中毒症状可能包括腹痛、恶心呕吐、嗜睡、心悸、出汗和呼吸困难。在严重的情况下，可能会出现抽搐、肝功能衰竭和意识丧失，并可能导致死亡。
胶苍术苷存在于苍耳属植物中，如苍耳等。孟加拉国锡尔赫特专区在饥荒期间曾有食用含有胶苍术苷的苍耳属植物导致的至少19人死亡事例。
胶苍术苷与苍术苷一起作为胶脂苍术（Chamaeleon gummifer）主要的毒性物质。